# Ferreiras
Ferreiras är en kommundel i Albufeira kommun i Farodistriktet i regionen Algarve i södra Portugal.